# Međuopćinska nogometna liga Dubrovnik – Korčula – Ploče 1974./75.
Međuopćinska nogometna liga Dubrovnik – Korčula – Ploče je u sezoni 1974./75. predstavljala nogometnu ligu petog ranga natjecanja prvenstva Jugoslavije. 
 
Sudjelovalo je 16 klubova koji su igrali u dvije skupine, čiji su prvaci bili "Jadran" iz Ploča (A skupina, 8 klubova) i "Omladinac" iz Lastova (B skupina, 7 klubova). 

## A skupina

### Ljestvica
| mj. | klub               | ut. | pob. | ner. | por. | gol+ | gol- | bod |
| --- | ------------------ | --- | ---- | ---- | ---- | ---- | ---- | --- |
| 1.  | Jadran Ploče       | 14  | 12   | 1    | 1    | 55   | 9    | 25  |
| 2.  | Cavtat             | 14  | 8    | 3    | 3    | 32   | 20   | 19  |
| 3.  | SOŠK Ston          | 14  | 7    | 3    | 4    | 36   | 23   | 17  |
| 4.  | Mladost Dubravka   | 14  | 6    | 3    | 5    | 25   | 19   | 13  |
| 5.  | Astarea Čibača     | 14  | 5    | 2    | 7    | 25   | 38   | 12  |
| 6.  | Konavljanin Čilipi | 14  | 4    | 4    | 6    | 27   | 43   | 12  |
| 7.  | HTP Dubrovnik      | 14  | 2    | 3    | 9    | 27   | 43   | 7   |
| 8.  | Libertas Mihanići  | 14  | 2    | 1    | 11   | 14   | 45   | 5   |

### Rezultatska križaljka
| kratica | klub               | AST | CAV | HTP | JAD | KON | LIB | MLA | SOŠK |
| --- | ------------------ | --- | --- | --- | --- | --- | --- | --- | ---- |
| AST | Astarea Čibača     |     |     | 4:2 |     |     |     |     |      |
| CAV | Cavtat             |     |     |     |     |     |     | 1:2 | 4:5  |
| HTP | HTP Dubrovnik      |     | 2:2 |     |     |     |     |     | 3:3  |
| JAD | Jadran Ploče       |     |     | 5:3 |     |     |     |     |      |
| KON | Konavljanin Čilipi | 2:2 |     |     | 2:0 |     | 7:1 |     | 0:4  |
| LIB | Libertas Mihanići  | 1:3 | 0:1 |     |     |     |     | 0:3 |      |
| MLA | Mladost Dubravka   | 3:2 |     |     | 0:1 |     |     |     |      |
| SOŠK | SOŠK Ston          |     |     |     | 1:2 |     |     |     |      |
| |                    |     |     |     |     |     |     |     |      |
| podebljan rezultat - utakmice od 1. do 7. kola (1. utakmica između klubova) rezultat normalne debljine - utakmice od 8. do 14. kola (2. utakmica između klubova) rezultat nakošen - nije vidljiv redoslijed odigravanja međusobnih utakmica iz dostupnih izvora rezultat nakošen i smanjen * - iz dostupnih izvora nije uočljiv domaćin susreta prekrižen rezultat - poništena ili brisana utakmica p - utakmica prekinuta 3:0 p.f. / 0:3 p.f. - rezultat 3:0 bez borbe n.i. - utakmica nije igrana |                    |     |     |     |     |     |     |     |      |

 Izvori: 

## B skupina

### Ljestvica
| mj. | klub              | ut. | pob. | ner. | por. | gol+ | gol- | bod |
| --- | ----------------- | --- | ---- | ---- | ---- | ---- | ---- | --- |
| 1.  | Omladinac Lastovo | 11  | 10   | 1    | 0    | 51   | 17   | 21  |
| 2.  | Grk Potomje       | 12  | 5    | 2    | 5    | 24   | 28   | 12  |
| 3.  | Jadran Smokvica   | 12  | 5    | 2    | 5    | 24   | 28   | 12  |
| 4.  | Faraon Trpanj     | 11  | 4    | 3    | 4    | 21   | 25   | 11  |
| 5.  | Iskra Janjina     | 12  | 4    | 1    | 7    | 18   | 24   | 9   |
| 6.  | Rat Kuna Pelješka | 10  | 2    | 4    | 4    | 16   | 19   | 8   |
| 7.  | OŠK Čara          | 12  | 3    | 1    | 8    | 20   | 32   | 7   |

Ljestvica bez rezultata dvije utakmice

### Rezultatska križaljka
| kratica | klub              | FAR | GRK | ISK | JAD | OML | OŠKČ | RAT   |
| --- | ----------------- | --- | --- | --- | --- | --- | ---- | ----- |
| FAR | Faraon Trpanj     |     |     | 1:2 |     |     |      | 1:1 p |
| GRK | Grk Potomje       |     |     |     |     |     |      |       |
| ISK | Iskra Janjina     |     |     |     |     |     |      |       |
| JAD | Jadran Smokvica   |     | 5:2 |     |     |     |      |       |
| OML | Omladinac Lastovo |     | 6:2 |     | 5:1 |     |      |       |
| OŠKČ | OŠK Čara          | 3:3 |     | 4:3 |     |     |      |       |
| RAT | Rat Kuna Pelješka |     |     |     | 0:0 |     | 2:0  |       |
| |                   |     |     |     |     |     |      |       |
| podebljan rezultat - utakmice od 1. do 7. kola (1. utakmica između klubova) rezultat normalne debljine - utakmice od 8. do 14. kola (2. utakmica između klubova) rezultat nakošen - nije vidljiv redoslijed odigravanja međusobnih utakmica iz dostupnih izvora rezultat nakošen i smanjen * - iz dostupnih izvora nije uočljiv domaćin susreta prekrižen rezultat - poništena ili brisana utakmica p - utakmica prekinuta 3:0 p.f. / 0:3 p.f. - rezultat 3:0 bez borbe n.i. - utakmica nije igrana |                   |     |     |     |     |     |      |       |

 Izvori: 

## Unutarnje poveznice
- Dalmatinska liga 1974./75.